# Le Miracle de la relique de la Croix au pont du Rialto
Le Miracle de la relique de la Croix au pont du Rialto (en italien Miracolo della reliquia della Croce al ponte di Rialto), aussi appelé La Guérison du fou (en italien, Il miracolo dell'ossesso), est un des tableaux les plus connus du peintre italien Vittore Carpaccio qu'il réalise en détrempe sur telero en 1494. De  365 × 399 cm il est conservé aux Gallerie dell'Accademia de Venise sous le no  d'inventaire 566.

## Description
Il a été réalisé pour l'école Saint-Jean l'Évangéliste. Il s'agit d'une œuvre de maturité du peintre. Son thème est une vision du Grand Canal de Venise, rempli de gens, d'embarcations et de couleurs. Il montre l'ancien pont du Rialto, en bois à l'époque. Au premier plan à gauche on voit une loggia pleine de personnages alors qu'à droite les palais sont figurés en raccourci, suivant le cours du canal, le pont et les façades des palais semblant s'entrechoquer contre le ciel.

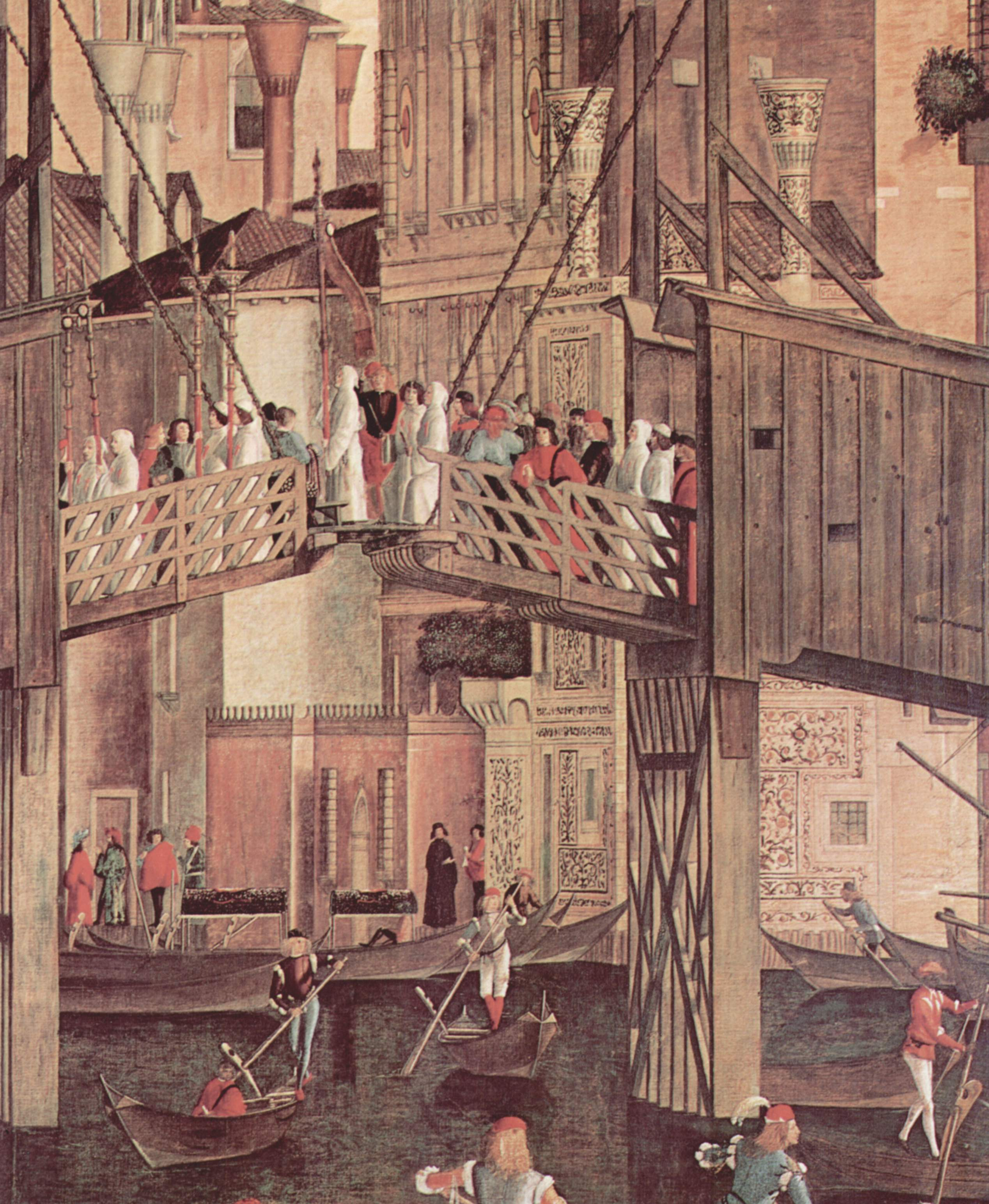
Détail du pont.